# 塞尔维耶尔
塞尔维耶尔（法語：Cervières，法語發音：[sɛʁvjɛʁ]）是法国上阿尔卑斯省的一个市镇，属于布里扬松区。

## 地理
塞尔维耶尔（44°52'11"N, 6°43'19"E）面积109.68 平方千米，位于法国普罗旺斯-阿尔卑斯-蓝色海岸大区上阿尔卑斯省，该省份为法国东南部内陆省份，北起萨瓦省，西北接伊泽尔省，西南接德龙省，南至上普罗旺斯阿尔卑斯省，东北部与意大利接壤。
与塞尔维耶尔接壤的市镇（或旧市镇、城区）包括：艾吉耶、阿尔维约、布里扬松、沙托-维尔维埃耶、蒙热内夫尔、瓦勒德普雷、维拉尔圣庞克拉斯、切萨纳托里内塞。

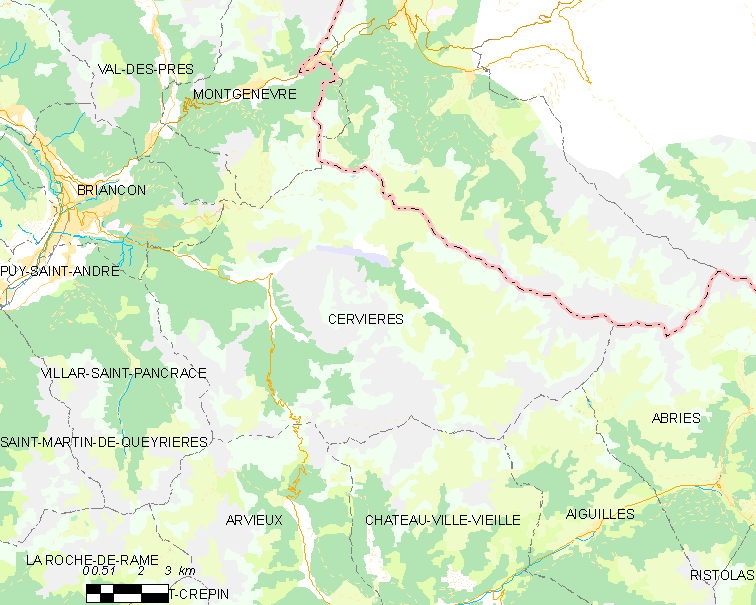
塞尔维耶尔的OSM定位图

塞尔维耶尔的时区为UTC+01:00、UTC+02:00（夏令时）。

## 行政
塞尔维耶尔的邮政编码为05100，INSEE市镇编码为05027。

## 政治
塞尔维耶尔所属的省级选区为布里扬松第一县。

## 人口

1962-2008年间塞尔维耶尔人口变化图示

塞尔维耶尔于2022年1月1日时的人口数量为189人。